# Lehri (Maroc)
 (novembre 2023).
Elhri ou El Hri, parfois écrit El Herri - également transcrit sous la forme Lehri (en arabe : لهري, et en amazighe : Lhri) - est un village marocain situé à environ 20 km au sud de Khénifra. Il est construit dans une cuvette arrosée par un ensemble d'oueds : Chbouka, Srou, Bouzakkour (affluents d'Oum Errabiâ).

## Histoire
La bataille d'Elhri s’est déroulée le 13 novembre 1914 entre les Zayanes dirigés Mouha Ou Hammou Zayani et les troupes françaises sous le commandement du colonel Laverdure. Elle se conclut par la lourde défaite des Français.